# Loser.com
Pour les articles homonymes, voir loser.
Loser.com est un nom de domaine ayant existé en tant que redirection d'URL vers diverses pages web.

## Histoire
Brian Connelly réserve le nom de domaine loser.com en 1995 pour la somme de 35 $,.
En 2000, le site redirige vers le site web de Bill Daley, homme politique américain ayant perdu la course au poste de gouverneur du Tennessee, car Connelly pensait qu'il était anti-gay,. La même année, il redirige vers le site web de la campagne présidentielle d'Al Gore de 2000 (en) puis en 2002 vers le site web s'opposant au gouverneur de Caroline du Sud Jim Hodges,.
Brian Connelly précise que les redirections n'ont pas uniquement pour but de dénigrer ou critiquer les sites vers lesquels elles redirigent. Au contraire, elles sont parfois utilisées pour manifester le soutien de son auteur et pour augmenter le trafic des sites,, comme en 2008 pour le site web de l'élection présidentielle d'Obama de 2008,,, ou en 2010 pour WikiLeaks,.
Le site redirige ensuite vers un article sur l'homme politique américain Sean Duffy en 2011 et vers la page d'accueil de Reddit en 2012,.
C'est en mars 2015 que loser.com gagne en couverture médiatique lorsqu'il redirige vers la page de Kanye West sur Wikipédia en anglais. Marlow Stern du Daily Beast suggère que cette redirection constitue une réponse à la réaction de Kanye West après que l'album Morning Phase du chanteur américain Beck a remporté le prix de l'album de l'année lors de la 57e cérémonie des Grammy Awards. Ryan Gajewski du Hollywood Reporter et Christopher Hooton de The Independent suggèrent que la redirection était faite par un fan de Beck en référence à sa chanson Loser,. Dans une interview, Connelly admit qu'il n'appréciait pas Kanye West et que la redirection était une tentative de trollage du rappeur.
En février 2016, le site redirige vers la page Wikipédia en anglais de Donald Trump, alors candidat à l'élection présidentielle américaine de 2016 et après sa défaite en Iowa face à Ted Cruz. Loser.com fait référence au terme employé par Donald Trump pour qualifier ses adversaires (losers, « perdants » en anglais). Pour défendre cette redirection, Connelly décrit Trump comme « un type qui s'en prend aux musulmans, qui s'en prend aux Américains musulmans, qui répand la peur et le doute » et constitue donc « la définition du loser »,. Quatre années plus tard, en novembre 2020, cette redirection est remise en ligne après que Trump a refusé de céder sa place de président à Joe Biden lors de l'élection présidentielle américaine de 2020.
En mars 2022, le site redirige vers l'article Wikipédia en anglais de Vladimir Poutine. La date de mise en ligne de la redirection est incertaine mais il est probable qu'elle ait commencé quelque temps après l'invasion de l'Ukraine par la Russie le 24 février 2022.
En décembre 2022, le site redirige vers la page d'accueil de Twitter, dont la date pourrait coïncider avec l'acquisition du réseau social par Elon Musk.
Depuis début 2023, le site web ne redirige vers aucune page et affiche le message « Loser.com est une idée totalement géniale sur laquelle nous travaillons encore ».